# Carlos da Provença
Carlos da Provença (provavelmente 845 – Lyon, 25 de janeiro de 863), foi o terceiro filho de Lotário I e de sua esposa Emengarda; ele foi rei da Provença e Borgonha Cisjurana de 855 até à sua morte.

## Biografia

### Suposições sobre a data de nascimento
Entre os factos provados, é sabido que seus pais casaram-se em outubro de 821, que sua mãe morreu em 851, e que Carlos é o filho mais novo de Lotário. Com tão pouca informação estabelecida historiadores como René Poupardin consideram que a data do nascimento de Carlos é quase desconhecida, enfatizando, em particular, a fragilidade de outras fontes ou de índices disponíveis.
Outros historiadores, no entanto, utilizam estas poucas fontes adicionais. Robert Parisot, por uma série de considerações, engenhosas, chega à conclusão de que esta data seria depois de 838-840. Outros notam que Carlos é referido como um puer em 855, e que, nessas condições, ele terá nascido depois de 840-841. Então, se seguirmos esses dois pressupostos, a data de nascimento de Carlos seria depois de 840.
Como a Foundation for Medieval Genealogy (FMG), indica a data de 845, especificando como esta data é incerta e que não foi encontrado uma fonte confiável para afirmá-lo.

### Adesão difícil

Divisão do império de Lotário I, após o tratado de Prüm (855). A laranja, os territórios de Carlos

Pouco antes da morte de seu pai, ele herda em 855, aquando do Tratado de Prüm, a Provença e a Borgonha Cisjurana (regiões originadas do desmantelamento do Reino da Borgonha, situadas entre o vale do Ródano e os Alpes), constituindo-se como um território a ser conhecido como o " Reino da Provença".
Esta sucessão, disputada por seus irmãos, no entanto, recebe o apoio dos senhores provençais, que por sua resistência (856) obrigam Lotário II e Luis II, a renunciar a seu projeto de usurpação. É assim que em Orbe, perto do Lago Léman, um dia que permaneceu desconhecido do ano de 856, os três irmãos, após terem falhado vários golpes, fazem finalmente a paz.
Este acordo confirma a Carlos a posse da Provença e o ducado de Lyon.

### Um reino que é pouco conhecido

Diploma de Caros de Provença, que confirma os privilégios da abadia de l'Ile Barbe, 861, arquivos do Rhône.

Na sua chegada ao poder, Carlos ainda é uma criança de saúde frágil, sofrendo em particular de epilepsia. Assim a administração de seus bens é confiada a seu preceptor, Girardo de Vienne, conhecido por vezes como Girardo de Roussilhão. A corte reside em Viena, que se torna a capital deste Reino, em detrimento de Arles, até ao início do século X.

#### Eventos
No geral, o reinado de Carlos é pouco conhecido, porque ele é um dos príncipes carolíngios, cujos diplomas são muito raros.
Em 859, foi concluído um tratado entre Carlos e seu irmão Lotário II da Lotaríngia, nos termos do qual Carlos reconhece este último como seu herdeiro. Nesse mesmo ano, e no ano seguinte, os Vikings devastam seus territórios. Liderados por Hasting, os Normandos, passam ao Mediterrâneo, devastando o território de Arles, falhando a cidade. Tendo invernado em Camarga durante o inverno muito rigoroso de 859/860, eles voltam na primavera ao Ródano, antes de serem derrotados por Girardo de Roussilhão, provavelmente ao nível de Valência e, de seguida, continuam o seu ataque por Itália. Os Anais de saint-Bertin especificam:
"(em 859) piratas dinamarqueses, tendo feito um longo circuito por mar, tendo navegado entre a Espanha e a África, entram no Ródano, destroem muitas cidades e mosteiros, e estabelecem-se na ilha chamada Camarga. ...
(em 860) Aqueles destes Dinamarqueses, que se tinham estabelecido sobre o rio Ródano conseguem, sempre devastando, até a cidade de Valência ; e então, depois de terem devastado todas as partes circunvizinhas, voltam para a ilha onde eles tinham feito a sua casa ... Os Dinamarqueses que estavam sobre o Ródano, vão para a Itália, tomam e arrasam Pisa e outras cidades. "
Mas estes perigos estão longe de estarem sozinhos, porque Carlos vive sempre sob a ameaça de seus pais e vizinhos. Em 861, tendo o pretexto de uma chamada por parte da aristocracia provençal, em que o " poderoso conde de Arles Fourrat ", Carlos, o Calvo, que tinha vivido até então em boa inteligência com o seu sobrinho, tenta anexar a Provença. Mas batido por Girardo de Roussilhão Carlos, o Calvo não passa Mâcon. Esta tentativa de anexação da Provence, também é mencionado nos anais de Saint-Bertin.
Também sabemos que Carlos assistiu a vários conselhos francos, como o de Savonnières, perto de Toul , em junho de 859 ou o que ocorreu no dia 22 de outubro de 860 , não muito longe de " Foui ", em Tuzey, construído desde a cidade de Vaucouleurs no departamento do rio Mosa.

#### Comitiva
Na sua comitiva, fora Girardo de Vienne e Fulcrado que neste época pode ser considerado como marquês da Provença, estamos muito mal informados. As inscrições da assembleia da Sermorens, reunião realizada por volta de 858-860, no entanto, dão alguns nomes: Arnulfo, Autran, Beier, Ucpold, Barnard, Ingebran, Gérung. Há também um conde chamado Aldrigus (ou Aldericu), provavelmente o Aldrico que o historiador René Poupardin pensa ter sido conde de Orange. Poupardin também menciona um certa conde Wigeric, talvez pai de Girardo, conhecido por seus problemas com Agilmar, arcebispo de Vienne.
Quanto aos eclesiásticos, o único que parece ter tido uma influência significativa é Remi, o arcebispo de Lyon. No entanto, também sabemos que o seu notário Áurélien, que se acredita ter sido abade de Ainay e seu chanceler, Bertraus, provavelmente, um diácono da igreja de Lyon e a um dos professores de teologia desta florescente escola no nono século. O abbe Lebeuf pressupõe que ele é um mestre ou discípulo do diácono Floro.

### Uma sucessão cobiçada
À morte de Carlos, em 25 de janeiro de 863, provavelmente, em Lyon, o seu reino é abalado pela agitação, e Lotário II contrariando do acordo de 859, não pode impor a sua autoridade sobre todo o reino de Carlos. Apenas os municípios de Lyon, em Vienne, e do Vivarais, com a ajuda de Girardo de Vienne, lhe retornam, enquanto a Provença, isto é, as províncias eclesiásticas de Arles, Aix e Embrun, passam  para a autoridade directa do seu irmão Luis II da Itália, imperador do Ocidente, e rei da Itália.